# 前山寺
前山寺（ぜんさんじ）は、長野県上田市前山にある真言宗智山派の寺院。山号は獨股山又は独鈷山（とっこさん）。本尊は大日如来。独鈷山（1,266メートル）の山麓にあり、塩田城の鬼門に位置する。
また「未完成の完成の塔」と呼ばれる国の重要文化財の三重塔がある（後述）
現在では珍しい木造茅葺き屋根の本堂は国の登録有形文化財。
本尊は大日如来。上田市指定文化財。
名物は境内で採れた鬼ぐるみを使った胡桃おはぎ（4月～11月。木・金曜日定休。要予約）

## 歴史
812年弘法大師空海が護摩修行の霊場として開創したといわれる。当初は法相宗と三論宗を兼ねていたが、1331年善通寺から長秀上人が訪れ、現在の地に移し規模を拡大させたとされる。のち貞享年中（1684年～1687年）に真言宗智山派に改宗された。

## 境内

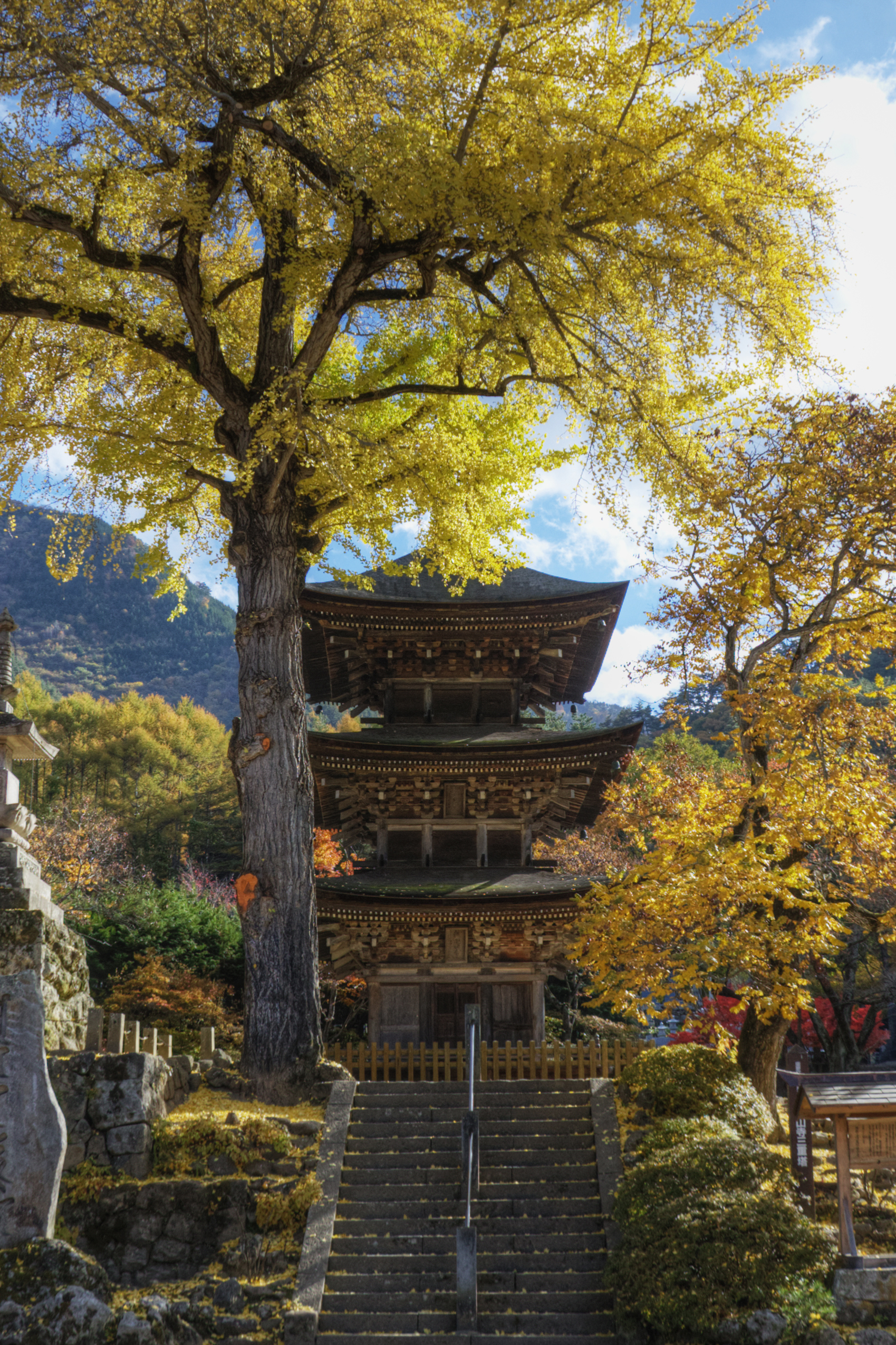
秋の前山寺

- 三重塔 - 国の重要文化財。和様・禅宗様の折衷様式。建立年代は不明だが、様式から室町時代と推定されている。三間三重で高さ19.5メートル、屋根は杮葺きである。二層三層に窓や扉、廻縁、勾欄はないが、長い胴貫が四方に突き出し調和させていることから、「未完成の完成の塔」と呼ばれている。
- 本堂 - 国の登録有形文化財。約400年前に建てられた間口十間、奥行八間の木造茅葺屋根の本堂。茅葺きの厚さは4尺（約120ｃｍ）
- 奥の院 - 奥の院は岩屋堂と呼ばれ、昔、護摩修行の霊場であったとされる場所である。現在は岩屋の中に弘法大師が安置されている。1793年この山を穿ち、西国三十三所観音札所の仏像を祀り、近隣の信仰を集めた。明治になり損壊や盗難が相次ぎ当寺に移された。現在は近隣の石工組合の協力を得、石造の観音像が復元された。

## 所在地
- 長野県上田市前山300

## 交通アクセス
- 上田交通別所線塩田町駅から徒歩で約40分。

## 拝観について
- 9～16時　入山料 200円

## 周辺寺院
前山寺がある塩田平周辺は「信州の鎌倉」とも呼ばれ、かつて塩田北条氏の拠点として栄えたことから、鎌倉時代から室町時代にかけての中世の文化財が多く集まる。
- 安楽寺　（国宝）八角三重の塔　他
- 大法寺　（国宝）三重の塔　他
- 常楽寺　（重文）多宝塔
- 前山寺　（重文）三重の塔
- 中禅寺　（重文）薬師堂　他
- 信濃国分寺（重文）三重の塔
- 龍光院

## 関連文献
- 『信州の文化シリーズ 寺と神社』1981年 信濃毎日新聞社
- 『探訪 信州の古寺 天台宗・真言宗』1996年 郷土出版社